# Antaeotricha utahensis
Antaeotricha utahensis is een vlinder uit de familie van de sikkelmotten (Oecophoridae). De wetenschappelijke naam van de soort is voor het eerst geldig gepubliceerd in 2012 door Ferris.

## Type
- holotype: "male. 30.VII.2011."
- instituut: CM, Pittsburgh, Pennsylvania, U.S.A.
- typelocatie: "USA, Utah, San Juan County, 37°44'90"N, 109°24'75"W, 7280' (2220 m)"